# مسجد الإمام الحسين (الكويت)
مسجد الإمام الحسين، في ميدان حولي، مدينة الكويت، هو أكبر مسجد شيعي في الكويت. تستوعب قاعة الصلاة حوالي 4000 إلى 5000 رجل و500 إلى 1000 امرأة. تم بناء المسجد في عام 1986. ولم يصب بأذى أثناء الغزو العراقي عام 1990.